# Senkőc
Senkőc (szlovákul Šenkvice, németül Schenkwitz) község Szlovákiában, a Pozsonyi kerületben, a Bazini járásban. Kissenkőc és Nagysenkőc egyesítésével keletkezett 1964-ben.

## Fekvése
Bazintól 5 km-re keletre.

## Története
A település még birtokként történt első említése 1256-ban, IV. Béla király oklevelében található, melyben a tatárok elleni harcokban szerzett érdemeikért Bazin földjét ("terram Bozin") Kozma és Achilles bazini grófoknak adja át. Az első név szerinti említés 1390-ben Leonard esztergomi érsek oklevelében történt, melyben felsorolja a pozsonyi prépostsághoz tartozó plébániákat. Az oklevél Senkőcöt "Samkawych" alakban említi, mint Modor és Kárpáthalas között fekvő települést. Első temploma 1350 körül épült gótikus stílusban, ez a templom azonban leégett. Ezután sokáig nem esik említés Senkőcről. 1544 és 1550 között Kostajnica környékéről a török elől menekülő horvátok érkeznek ide és megalapítják a mai települést. Az új telepesek húsz évre adómentességet kapnak. 1578-ban már 10 nemes és 108 jobbágycsalád élt Senkőcön. 1594-ben Illésházy István a senkőci határban megalapítja Kissenkőcöt, ettől kezdve egymás mellett két külön Senkőc létezik: Kis- és Nagysenkőc. A két részt csak 1964-ben egyesítették. A horvátok 1614 és 1619 között a régi templom alapjain felépítették a falu barokk templomát. 1666-ban a templomot teljesen átépítették és védőfallal vették körük, lényegében ekkor nyerte el mai formáját. Kapuzatán az 1682-es évszám olvasható. Mindkét település lakói mezőgazdaságból éltek. Fejlődésük akkor lendült fel, amikor 1873-ban megépült a Nagyszombat és Pozsony közötti vasútvonal. Téglagyára a vasútállomástól keletre épült fel.
Vályi András szerint "SENQUICZ. Kis, és Nagy Senquicz. Két tót falu Pozsony Várm. földes Urok Gr. Pálfy Uraság, lakosai katolikusok; Kis Senquicz Nagy Senquicznek filiája; fekszenek Modor, és Bazinhoz 3/4 mértföldnyire. Bővebb leírását lásd Kovacsics Márton Úrnak Merkúrjában; a’ ki itten született vala. Határja középszerű, borai jelesek, külömbféle vagyonnyaiknak eladására jó módgyok van."
Fényes Elek szerint "Sengvicz, (Nagy), tót falu Poson vgyében, Bazintól keletre 5 fertály órányira, egy kellemes vidéken, 712 kath., 2 ref., 11 zsidó lak. Hajdan (1550-ben) Benicius Miklós költöztette ide eldődeiket Horvátországból, és most egészen eltótosodtak; egyébiránt szorgalmatos, vagyonos emberek, a szőlőmivelést, baromtartást, földmivelést nagy szorgalommal folytatják; boruk nem vetekedhetik a sz. györgyivel, récseivel sat., de azért jó és kapós. Legjobb terem a Kozara, Sztara, Gora, Zrinska familiáról. Senguicz, (Kis), tót falu, Poson vgyében, egy kis fél órányira N. Senguicztől, 264 kath. lak., bortermesztéssel. F. u. gr. Pálffy Ferencz."
Pozsony vármegye monográfiája szerint "Kissenkvicz, a pozsony–zsolnai vasútvonal mentén fekvő tót kisközség, 45 házzal és 327, róm. kath. vallású lakossal. Ősi neve Csánok volt és 1256-ban Chanuk néven a pozsonyi vár tartozékaként említtetik. 1346-ban a Nagymartoni családot uralta. 1434-ben Zsigmond király a Fraknói grófokat erősíti meg birtokában, de egy évvel később a Fraknói grófok már Molnári Kelemen győri püspöknek adják át. A XVI. században lakosai kipusztultak, s később Illésházy nádor horvátokat telepített ide és azóta viseli mai nevét, minthogy Nagysenkvicz szomszédságában van. 1647-ben már a Pálffyak tulajdona és most id. Pálffy János grófnak van itt nagyobb birtoka. A község postája Nagysenkvicz, távírója Modor és vasúti állomása Modor-Senkvicz."
"Nagysenkvicz, a Kis-Kárpátok alatt fekszik, 143 házzal és 1109 róm. kath. vallású, tótajkú lakossal. Körjegyzőségi székhely. Hajdan úgy mint Kissenkvicznek, ennek is Sánok volt a neve és Pozsony vár tartozéka volt. Sorsa összefügg Kissenkviczével. Lakosai a XVI. században kipusztultak és Beniczius Miklós 1550-ben horvátokat telepített ide, kik azonban eltótosodtak. Ma is nagyon sok horvát hangzású személynevet találunk itt. Egyik leírója megjegyzi, hogy hajdan a Zrinyiek voltak a földesurai és ennek emlékét az Zrinska Gora nevű hegy tartja fenn. Mi azonban úgy tudjuk, hogy ez tévedés, mert a nevezett hegy tulajdonképen csak egy nagyobb befásított domb, melyen a mult század elején egy Zrinyi nevű birtokos lakott és ő róla nevezték el ezt a dombot Zrinyi-hegynek. 1647-ben már a Pálffyak az urai és most is id. Pálffy János grófnak van itt nagyobb birtoka. A községben van Gross Samunak szeszgyára és Mahota Józsefnek téglagyára, mely utóbbinak területén gyakran bukkannak őskori leletekre. Temploma ősrégi, de a község pusztulásával az is rombadőlt. Az 1756-iki canonica visitatio szerint a Kostaniczáról idetelepített horvátok a rombadőlt templomot felépítették és várszerűen, lőrésekkel ellátott erős kőfallal vették körül, mely maig is fennáll. A templom tornyát a kereszten kívül félhold is díszíti, mely még a török időkből származik. Az egyház birtokában aranyozott ezüst-monstranczia van 1766-ból, továbbá két régi aranyozott ezüst-kehely, melyek közül az egyik zománczmű és drágakövekkel van díszítve. A község nagyobb része 1879-ben leégett. Nagysenkviczről származik a Kovachich család; itt született Kovachich Márton György történetbúvár és törvénytudós, ki senkviczi előnévvel 1799-ben nemességet nyert. Ide tartoznak Csősztelek major, Sárfő erdőőrlak és egy névtelen erdőőrlak. Van saját postája. Távírója Modor, vasúti állomása Modorsenkvicz."
A trianoni békeszerződésig mindkét falu Pozsony vármegye Szenci járásához tartozott. Kis- és Nagysenkőcöt 1964-ben Šenkvice néven egyesítették.
Szlovákul viselte a Malé Šenkovce és Malé Čaníkovce neveket is, mai neve a helyi cseres hegyoldal régi népi elnevezésére utal.

## Népessége
| Év:            | 1994. | 2004.   | 2014.   | 2024.    |
| -------------- | ----- | ------- | ------- | -------- |
| Emberek száma: | 4000  | 4327    | 4645    | 5338     |
| Eltérés:       |       | +8,17 % | +7,34 % | +14,91 % |

| Év:            | 2023. | 2024.   |
| -------------- | ----- | ------- |
| Emberek száma: | 5352  | 5338    |
| Eltérés:       |       | -0,26 % |

1880-ban Kissenkőc (Malé Čanikovce) 248 lakosából 5 magyar és 234 szlovák anyanyelvű, Nagysenkőc (Veľké Čanikovce) 750 lakosából 8 magyar és 677 szlovák anyanyelvű volt.
1890-ben Kissenkőc 247 lakosából 6 magyar és 241 szlovák anyanyelvű, Nagysenkőc 897 lakosából 27 magyar és 821 szlovák anyanyelvű volt.
1900-ban Kissenkőc 327 lakosából 3 magyar és 318 szlovák anyanyelvű, Nagysenkőc 1109 lakosából 53 magyar és 1002 szlovák anyanyelvű volt.
1910-ben Kissenkőc 396 lakosából 4 magyar és 384 szlovák anyanyelvű, Nagysenkőc 1304 lakosából 78 magyar és 1192 szlovák anyanyelvű volt.
1921-ben Kissenkőc 428 lakosából 7 magyar és 416 csehszlovák, Nagysenkőc 1510 lakosából 6 magyar és 1487 csehszlovák volt.
1930-ban Kissenkőc 462 lakosából 1 magyar és 460 csehszlovák, Nagysenkőc 2143 lakosából 26 magyar és 2092 csehszlovák volt.
1970-ben 4238 lakosából 1 magyar és 4215 szlovák volt.
1980-ban 4240 lakosából 8 magyar és 4197 szlovák volt.
1991-ben 3982 lakosából 6 magyar és 3942 szlovák volt.
2001-ben 4230 lakosából 12 magyar és 4154 szlovák volt.
2011-ben 4497 lakosából 4268 szlovák, 21 magyar és 14 cseh.

## Neves személyek
- Itt született 1698-ban Kolinovics Gábor királyi táblai hites jegyző, történetíró.
- Itt született 1744-ben Kovachich Márton György jogtörténész, könyvtáros, forráskutató.
- Itt született 1903-ban Alaksza Ambrus költő, műfordító, kritikus.
- Itt született 1955-ben Ivan Bilský csehszlovák válogatott labdarúgó.
- Itt halt meg 2005-ben Ján Milan Dubovský történész, levéltáros.
- Itt szolgált Ernyei Lajos plébános.

## Nevezetességei

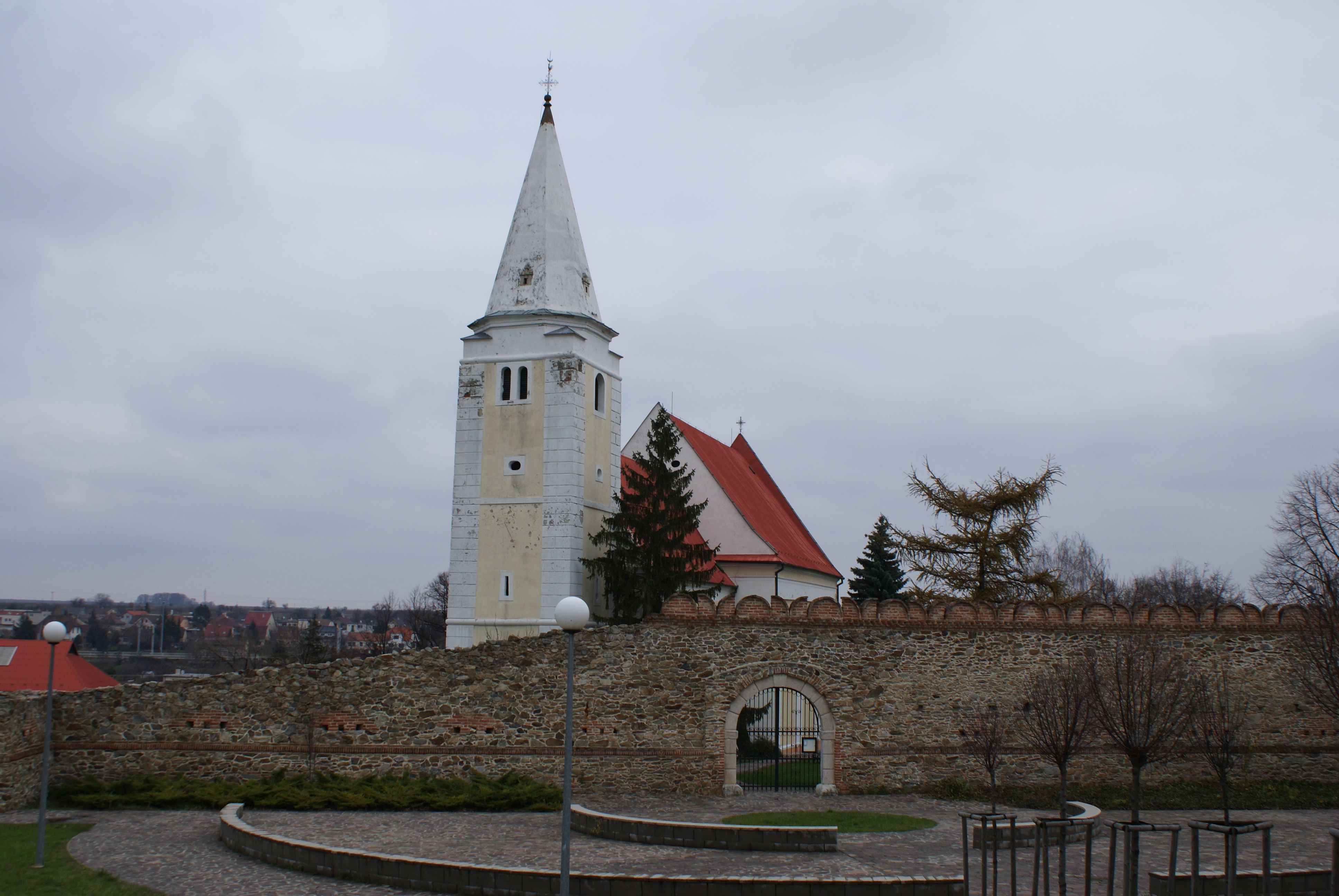
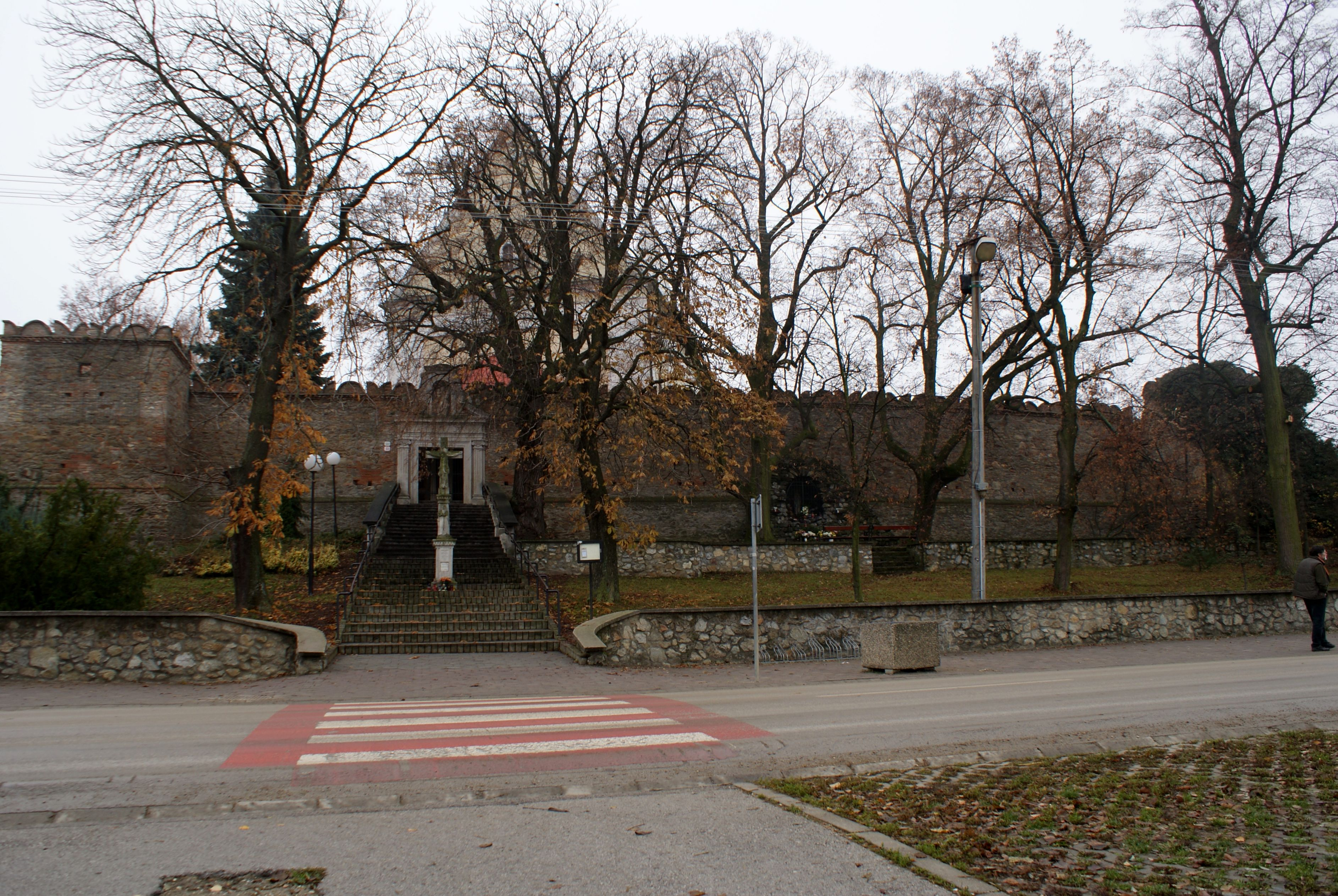

- Római katolikus temploma 1614 és 1619 között épült, 1666-ban átépítették.
- Kissenkőc Hétfájdalmú Szűzanya tiszteletére szentelt kápolnája 1889-ben épült egy korábbi harangláb helyén.

## Külső hivatkozások
- Hivatalos oldal
- A polgármestero hivatal oldala
- E-obce.sk Archiválva 2008. december 6-i dátummal a Wayback Machine-ben
- Obce info.sk
- Senkőc Szlovákia térképén
- A község a Bazini régió honlapján
- Információk a községről